# Anthaxia capitata
Anthaxia capitata es una especie de escarabajo del género Anthaxia, familia Buprestidae. Fue descrita científicamente por Kerremans en 1892.